# Olenivka (Crimea)
Olenivka o Olenevka (en ucraniano: Оленівка, en ruso: Оленевка, en tártaro de Crimea: Qara Acı) es una ciudad  situada en la República Autónoma de Crimea de Ucrania o República de Crimea de Rusia, a las costas del mar Negro. Forma parte del Raión de Chornomorske, siendo un importante resort turístico de veraneo.